# فحص اللعاب
فحص اللعاب هو تقنية تشخيصية تتضمن التحليل المخبري للعاب بهدف تحري أدلة الحالات المرضية الغدية والمناعية والالتهابية والإنتانية وغيرها. يعتبر اللعاب سائلًا حيويًا مفيدًا لتقدير مستويات الهرمونات الستيرويدية مثل الكورتيزول والمادة الوراثية مثل الحمض النووي الريبي والبروتينات مثل الإنزيمات والأجسام المضادة، بالإضافة إلى العديد من المواد الأخرى التي تشمل نواتج الاستقلاب الطبيعية مثل نتريت اللعاب، وهو واسم حيوي لحالة أكسيد النتريك. يعتبر فحص اللعاب كاختبار ماسح أو اختبار تشخيصي للعديد من الحالات المرضية، مثل داء كوشينغ وانقطاع الإباضة والعدوى بفيروس العوز المناعي البشري والسرطان والطفيليات وقصور الغدد التناسلية والحساسية. استخدم فحص اللعاب من قبل الحكومة الأمريكية لتقييم تغيرات النظم اليومي للنوم واليقظة لدى رواد الفضاء قبل الإقلاع بالإضافة إلى تحديد الأنماط الهرمونية للجنود الخاضعين لتدريبات النجاة العسكرية.
يشير داعمو فحص اللعاب إلى نقاطه الإيجابية الأساسية مثل سهولة الإجراء والأمان وقلة التكاليف والدقة وكونه إجراء غير باضع بالإضافة إلى إمكانية تجاوز بزل الوريد بالمقارنة مع تحليل الدم وبقية أنواع الاختبارات التشخيصية. بالإضافة إلى ذلك، وبسبب إمكانية الحصول على عدة عينات جاهزة بسهولة، يعتبر فحص اللعاب مفيدًا بشكل خاص في اختبارات علم الأحياء الزمني التي قد تمتد إلى ساعات أو أيام أو أسابيع. يملك جمع اللعاب الكامل السائل تلقائيًا عددًا كبيرًا من المزايا، فهذه الطريقة تسهل جمع كميات كبيرة كعينات للدراسة. إلى جانب ذلك، تسمح هذه الطريقة بفحص عدة واسمات حيوية في العينة ذاتها، وتعطي الباحث فرصة تجميد بقية العينة للاستخدام في وقت لاحق، كما تقلل فرصة تلوث العينة عن طريق استبعاد بقية أجهزة الجمع والحاجة إلى تحريض سيلان اللعاب.
يعود تاريخ الاستخدام السريري لفحص اللعاب على الأقل إلى عام 1836 لدى المرضى المصابين بالتهاب القصبات. يعود تاريخ فحص حموضة اللعاب إلى عام 1808. أما فحص الإلعاب باستخدام الزئبق فيعود على الأقل إلى عام 1685.
ركزت الدراسات الحديثة على كشف الهرمونات الستيرويدية والأجسام المضادة في اللعاب. تهدف التطبيقات العملية الحديثة إلى تطوير التقنيات الأكثر تعقيدًا لكشف البروتينات الإضافية والمادة الوراثية وواسمات الحالة الغذائية. وفقًا لوونغ، أصبح العلماء اليوم ينظرون إلى اللعاب على أنه «سائل حيوي ثمين.. يملك إمكانية استخراج بيانات أكثر مما يمكن حاليًا باستخدام بقية الوسائل التشخيصية».

## الأساس الفيزيولوجي
يملك البشر ثلاثة أزواج غدد لعابية رئيسية: الغدة النكفية والغدة تحت الفك والغدة تحت اللسان. تفرز هذه الغدد بالاشتراك مع غدد إضافية مساعدة صغيرة مزيجًا غنيًا من المواد الكيميائية الحيوية والشوارد والبروتينات والمادة الوراثية وعديدات السكاريد وعدد من الجزيئات الأخرى. يدخل معظم هذه المواد إلى شبكة عنيبات الغدد اللعابية وأقنيتها عن طريق الأوعية الدموية الشعرية المحيطة من خلال السائل النسيجي المحيط، على الرغم من كون بعض المركبات مفرزة من قبل الغدد اللعابية ذاتها. يختلف مستوى كل من مكونات اللعاب بشكل كبير اعتمادًا على الحالة الصحية للشخص ووجود مرض ما (فموي أو جهازي). من خلال قياس مستوى هذه المكونات في اللعاب، يمكن الكشف عن طيف واسع من حالات العدوى والحساسية والاضطرابات الهرمونية والتنشؤات الورمية.

## الاستخدام السريري
يمكن كشف الحالات المرضية التالية وغيرها باستخدام فحص اللعاب (القائمة غير شاملة): الاضطرابات الكظرية (مثل داء أو متلازمة كوشينغ وداء أديسون) وتبدلات مستويات الهرمونات الأنثوية (مثل متلازمة المبيض عديد الكيسات وسن اليأس وانقطاع الإباضة والتبدلات الهرمونية لدى النساء في دورات الإباضة) وتبدلات مستويات الهرمونات الذكرية (مثل قصور الغدد الجنسية وحالة فرط الإستروجينية) والاضطرابات الاستقلابية (مثل مقاومة الإنسولين والداء السكري والمتلازمة الاستقلابية) والتنشؤات الورمية الحميدة والانتقالية (مثل سرطان الثدي وسرطان البنكرياس وسرطان جوف الفم) والحالات الخمجية (مثل فيروس العوز المناعي البشري والتهاب الكبد الفيروسي وداء الأميبات والملوية البوابية) والحالات التحسسية (مثل الحساسية الغذائية).